# 제이 록
조니 리드 맥킨지 주니어(Johnny Reed McKinzie, Jr., 1985년 3월 31일 ~ )는 흔히 제이 록 (Jay Rock)로 불리는 미국의 힙합 가수이다. 현재 켄드릭 라마, 스쿨보이 Q 등이 소속된 레이블인 탑 독 엔터테인먼트에 소속되어 있으며, 총 두장의 정규 음반(Follow Me Home (2011), 90059 (2015))을 발표했다.